# Templemania
Templemania es un género de polillas de la subfamilia Tortricinae, familia Tortricidae.

## Especies
- Templemania animosana (Busck, 1907)
- Templemania millistriata (Walsingham, 1914)
- Templemania rhythmogramma (Meyrick, 1924)
- Templemania sarothrura (Felder & Rogenhofer, 1875)